# Killiit
Killiit [kiˈɬːiːt] (nach alter Rechtschreibung Kitdlît) ist eine wüst gefallene grönländische Siedlung im Distrikt Aasiaat in der Kommune Qeqertalik.

## Lage
Killiit liegt auf der Hauptinsel einer gleichnamigen Inselgruppe in der Davisstraße weit abgelegen von den anderen Inseln im Distrikt und 28 km westsüdwestlich von Aasiaat.

## Geschichte
Killiit wurde schon vor der Kolonialzeit besiedelt. 1750 überlegte man in Killiit eine Loge zu errichten. 1778 sollte eine Anlage gegründet werden, was ebenfalls nicht geschah. Der Ort war gut zum Walfang geeignet und als der Ort 1786 nach der großen Epidemie ausstarb, entgingen der Kolonie große Einnahmen. Deswegen versuchte man den Ort schnell wieder zu besiedeln, was aber erst 1794 gelang. Man startete einen Walfangversuch und ein Jahr später lebten wieder 90 Menschen in Killiit. Obwohl die Erträge aus dem Walfang anfangs schlecht waren, konnte der Ort wegen der guten Seehundausbeute überleben. Kurz darauf wurde Killiit zur Anlage erhoben, die gute Erträge lieferte. Bei der Pockenepidemie 1800 starb ein großer Teil der Bevölkerung, aber es zogen viele Leute zu und so lebten 1805 wieder 81 und 1808 schon 93 Menschen in Killiit. Wegen des Kriegs wurde die Anlage zwischenzeitlich aufgegeben, aber 1818 neugegründet. 1821 hatte Killiit 55 Einwohner. Der Walfang wurde jedoch immer erfolgloser und so gab man die Anlage 1823 endgültig auf. 1829 war der Ort unbewohnt, aber bald zogen wieder Menschen zu und so wurde Killiit 1845 zum Udsted ernannt. Bereits 1847 wurde der Ort wieder zum Wohnplatz herabgestuft.
1915 wohnten 104 Personen in zehn Häusern in Killiit. Die Schulkapelle aus dem Jahr 1907 war ein Fachwerkgebäude mit Torfmauerfassade und Dachpappe. Ein Katechet und eine Hebamme waren in Killiit tätig. Die 22 Jäger galten als äußerst fähig und auch die Frauen wurden als tüchtige Kürschnerinnen beschrieben. 1924 wurde ein Speckhaus errichtet und 1927 eine neue Schulkapelle. Außerdem wurden ein kombiniertes Gebäude aus Laden und Packhaus gebaut wie auch mehrere Fischhäuser, die 1952 zusammen 310 m² groß waren, allerdings war der Ertrag in dem Jahr mit 67 t bei 24 Jägern eher gering. Zwischen 1940 und 1960 lebten 100 bis 124 Menschen in Killiit. 1960 erhielt Killiit den Udstedsstatus von Manermiut, aber schon 1967 wurde der Ort aufgegeben.
Killiit gehörte als Wohnplatz zur Gemeinde Manermiut innerhalb des Kolonialdistrikts Egedesminde. 1950 wurde Killiit Teil der Gemeinde Aasiaat.

## Liste der Kolonialangestellten
Killiit war von 1797 bis 1823 eine Anlage. In dieser Zeit waren folgende Handelsassistenten mit dessen Verwaltung betraut.
- 1797–1803: Johan Henrik Christensen
- 1803:–0000 Broder Sixtus Nikolaj Cortzen
- 1803–1807: Jacob Haagen Bast
- 1813–1814: Johan Lorentz Mørch
- 1818–1821: Christian Ferdinand Plum
- 1821–1822: Frederik Lassen
- 1822–1823: E. Jens Gottlieb Walerius

## Persönlichkeiten
- Isak Schmidt (1887–1947), grönländischer Landesrat